# Banco do Estado do Pará
O Banco do Estado do Pará (Banpará) é um banco brasileiro, constituído na forma de sociedade de economia mista, com participação do Governo do Estado do Pará como maior acionista, com sede em Belém, no Pará, foi criado por decreto no ano de 1959 no governo de Moura Carvalho, com sua sigla inicial BEP, e só em 1979 passou a ser oficialmente denominado Banpará.
Em 2019, apresenta um lucro líquido de aproximadamente R$ 331,47 milhões de reais, equivalente a quase 6% superior ao ano anterior. Patrimônio líquido de R$ 1,73 bilhão.
Em 2019, o Banpará estava presente 103 municípios, com mais de 150 unidades de atendimento, tanto na capital quanto no interior, alcançando mais de 87% da população paraense.

## Localização
Está sediado no bairro financeiro da capital paraense de Belém, na Avenida Presidente Vargas. 
Além da rede própria, o Banpará conta com mais de 32 mil pontos de atendimento em todo o Brasil, em parceria com o Banco 24 horas e a Rede Compartilhada. Desta maneira, atende a seus clientes e usuários em todo o território nacional.